# René (Sarthe)
René ist eine französische Gemeinde mit 390 Einwohnern (Stand: 1. Januar 2022) im Département Sarthe in der Region Pays de la Loire; sie gehört zum Arrondissement Mamers und zum Kanton Mamers. Die Einwohner werden Renéens genannt.

## Geographie
René liegt etwa 35 Kilometer nördlich von Le Mans am Flüsschen Orthon. Umgeben wird René von den Nachbargemeinden Thoiré-sous-Contensor im Norden, Les Mées im Norden und Nordosten, Thoigné im Osten, Dangeul im Südosten, Nouans und Meurcé im Süden, Doucelles im Südwesten sowie Chérancé im Westen.

## Bevölkerungsentwicklung
| 1962                      | 1968 | 1975 | 1982 | 1990 | 1999 | 2006 | 2013 |
| ------------------------- | ---- | ---- | ---- | ---- | ---- | ---- | ---- |
| 548                       | 517  | 480  | 398  | 333  | 354  | 361  | 365  |
| Quelle: Cassini und INSEE |      |      |      |      |      |      |      |

## Sehenswürdigkeiten
- Kirche Saint-Pierre aus dem 15./16. Jahrhundert, seit 2002 Monument historique
- Pfarrhaus aus dem 16. Jahrhundert
- Markthallen von 1533, seit 1984 Monument historique

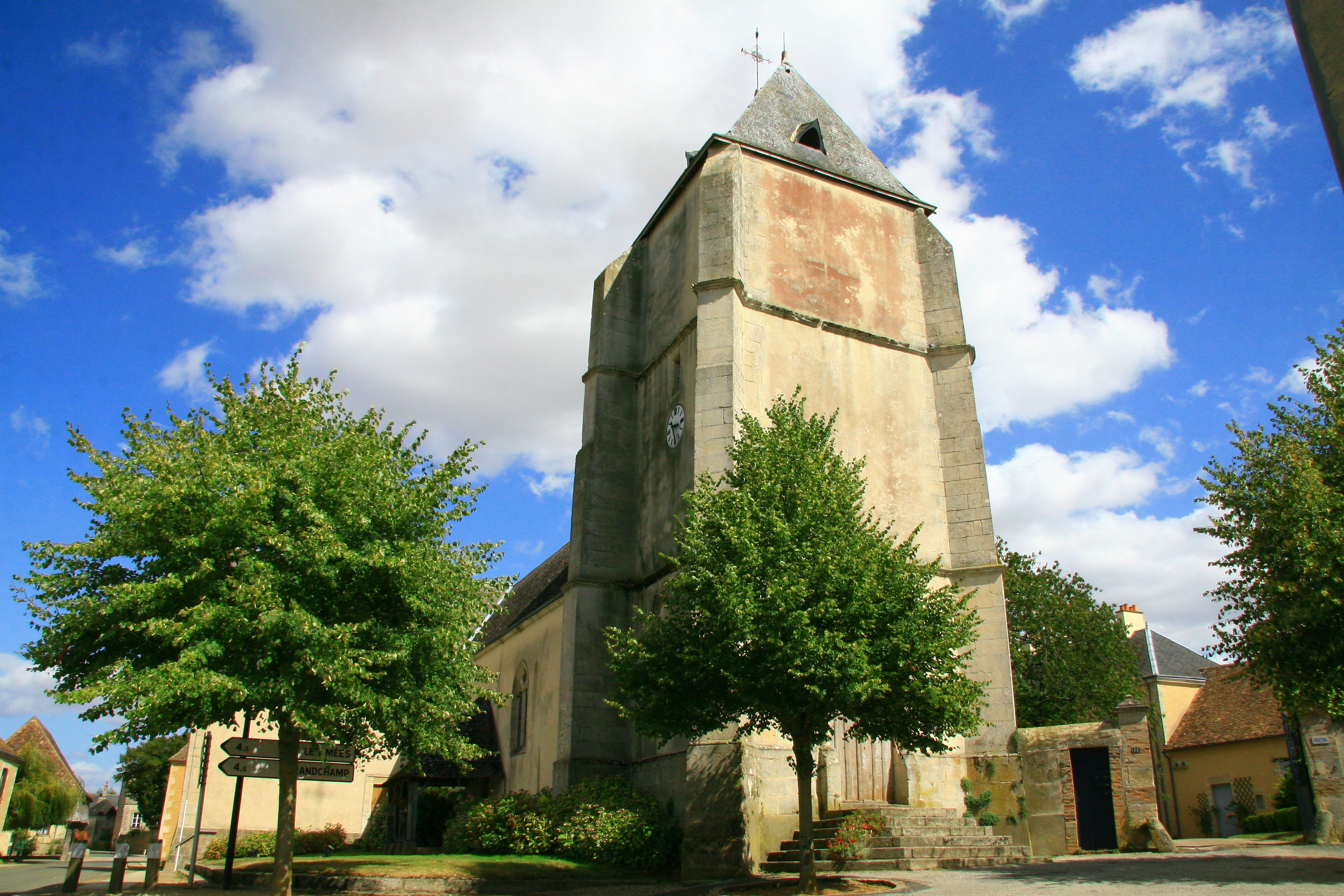
Kirche Saint-Pierre

- Schloss Le Bourchemin